# Mauerkammergrab von Remlingen

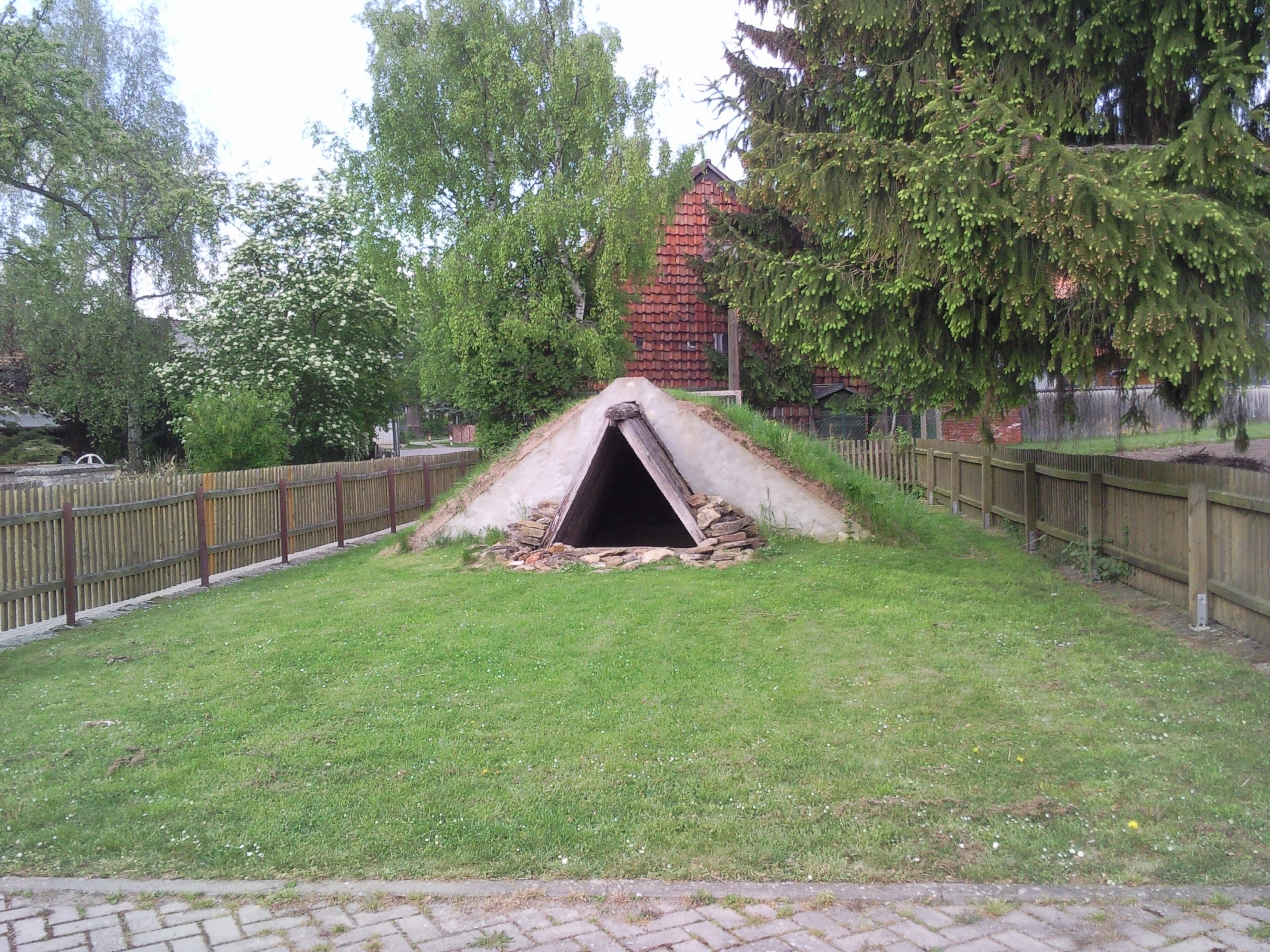
Rekonstruktion der Mauerkammer in Remlingen

Das Mauerkammergrab von Remlingen ist ein bedeutendes Kollektivgrab der mittleren Jungsteinzeit (ca. 3000 Jahre v. Chr.) auf dem Hohberg bei Remlingen, einem Ortsteil der Gemeinde Remlingen-Semmenstedt im Landkreis Wolfenbüttel in Niedersachsen.

## Entdeckung und Ausgrabung
Das Mauerkammergrab wurde vom Remlinger Ortsheimatpfleger Norbert Koch 1981 bei einer Feldbegehung entdeckt, als ihm eine besondere Steinkonzentration auffiel. Erst 1997 fand eine Sondage durch Mitarbeiter der ehemaligen Braunschweiger Bezirksregierung statt, die die Existenz des Mauerkammergrabes nachwies. Vergleichbare jungsteinzeitliche Anlagen sind bisher vor allem aus Sachsen-Anhalt und Thüringen bekannt. Im niedersächsischen Nordharzvorland konnte dieser Grabtyp erstmals nachgewiesen werden.
Die Grabung von 1998 bot die Möglichkeit, Einblick in die Lebensweise und den Totenkult der jungsteinzeitlichen Bevölkerung zu nehmen. Danach gestaltete sich das Leben hart und entbehrungsreich, wovon die durchschnittliche Lebenserwartung von etwa 30 Jahren zeugt. Archäologen und Anthropologen bedienten sich modernster Techniken, die die digitalisierte, dreidimensionale Dokumentation von Wandmauern, Steinplattenpflaster und der Reste des verkohlten Sparrendaches der Grabkammer sowie sämtlicher Funde ermöglichten.

## Beschreibung
Das ost-westlich ausgerichtete Totenhaus, das anhand von typischen Gefäßen und verzierten Scherben der mitteldeutschen Bernburger Kultur zugeordnet werden kann, war außergewöhnlich gut erhalten. Mit der noch bis zu 50 cm hohen Einfassungsmauer aus ortsfremden Gesteinen, der Steinpflasterung und den deutlich erkennbaren Resten von verkohltem Holz des eingestürzten Daches boten sich gute Möglichkeiten zur Rekonstruktion der Mauerkammer. Der Zugang erfolgte von der östlichen Schmalseite. Links und rechts dieses Eingangsbereiches fanden sich Langknochen und Schädelteile von Rindern. Von Osten her fällt der Boden rampenartig zum eigentlichen Bestattungsraum hin ab. Hier ließen sich Reste von mindestens fünf Menschen sowie von weiteren Haustieren, unter anderem von Schaf, Ziege und Schwein, dokumentieren. Während anfangs die gesamte Kammer genutzt wurde, erfolgten nach dem Ausräumen und Niederbrennen der Anlage weitere Bestattungen nur innerhalb der östlichen Hälfte. In der westlichen Hälfte fand sich das vollständige Skelett eines wenige Wochen alten Hundewelpens. Das Tier wurde dort zusammen mit einer Tasse und einem Rinderunterkiefer vor dem Brand der Anlage deponiert.

## Funduntersuchungen
Zur weiteren Fundauswertung boten vor allem die verkohlten Holzbalken die Möglichkeit, neben einer C14-Datierung und Dendrochronologie auch die Holzart der verwendeten Dachkonstruktion zu bestimmen. Die Knochenfunde von Menschen und Tieren wurden im Institut für Zoologie/Anthropologie der TU Braunschweig untersucht. Soweit es der Erhaltungszustand der Knochen erlaubte, wurden auch Genanalysen vorgenommen. Archäobotanische Untersuchungen der in der Grabkammer erhaltenen Pflanzenreste lieferten Indizien für den „Speiseplan“ der damaligen Bevölkerung.

## Rekonstruktion
Im Jahre 2000 wurde ein sechs Meter langes Teilstück des insgesamt 12 Meter langen Mauerkammergrabes nach Remlingen teildisloziert und dort mit Hilfe moderner Baumaterialien nachgebaut.